# وينستون ياب
وينستون ياب (بالإنجليزية: Winston Yap)‏ هو لاعب كرة قدم سنغافوري في مركز الدفاع، ولد في 30 أكتوبر 1976 في سنغافورة. شارك مع منتخب سنغافورة لكرة القدم. أما مع النوادي، فقد لعب مع باليستيير خالسا ونادي تامبينس روفرز ونادي غيلانغ إنترناشونال ونادي واريورز وهاوجانج يونايتد ووودلاندز ويلينغتون.

## وصلات خارجية
- وينستون ياب على موقع قاعدة بيانات كرة القدم.إي يو (الإنجليزية)
- وينستون ياب على موقع ناشيونال فوتبول تيمز (الإنجليزية)